# Amata wiltshirei
Amata wiltshirei är en fjärilsart som beskrevs av Hanan Bytinski-salz 1939. Amata wiltshirei ingår i släktet Amata och familjen björnspinnare. Inga underarter finns listade i Catalogue of Life.